# Ekachi Epilka
Ekachi Epilka Inc. (яп. 株式会社エカチエピルカ, Kabushiki-gaisha Ekachi Epiruka) — японська анімаційна студія, заснована в Хоккайдо у березні 2017 року.

## Праця
| Назва                                                 | Режисер(и)     | Початок випуску | Кінець випуску  | Еп | Нотатки                                            | Прм   |
| ----------------------------------------------------- | -------------- | --------------- | --------------- | -- | -------------------------------------------------- | ----- |
| Fumikiri Jikan                                        | Йошіо Сузукі   | 10 квітня 2018  | 26 червня 2018  | 12 | За мотивами манґи Йошімі Сато.                     | [ 2 ] |
| Demon Lord, Retry!                                    | Хіроші Кімура  | 4 липня 2019    | 19 вересня 2019 | 12 | За мотивами ранобе Куроне Канзакі.                 | [ 3 ] |
| 180-Byō de Kimi no Mimi o Shiawase ni Dekiru ka?      | Йошінобу Касаї | 15 жовтня 2021  | 31 грудня 2021  | 12 | Оригінальна робота. Спільна анімація з Indivision. | [ 4 ] |
| Aru Asa Dummy Head Mike ni Natteita Ore-kun no Jinsei | Йошінобу Касаї | 13 жовтня 2022  | 29 грудня 2022  | 12 | Оригінальна робота. Спільна анімація з Indivision. | [ 5 ] |